# Temple Normanton
Temple Normanton è un villaggio e parrocchia civile dell'Inghilterra, appartenente alla contea del Derbyshire.